# Luis Luperdi Brito
Luis Miguel Luperdi Brito (Pacasmayo, 24 de octubre de 1960) es un político peruano. Fue alcalde del distrito de Pueblo Nuevo entre 1987 y 1989 y consejero regional de La Libertad entre 2003 y 2006.
Nació en Pacasmayo, Perú, el 24 de octubre de 1960, hijo de Juan de la Cruz Luperdi Novoa y Olga Esperanza Brito de Luperdi. Curso sus estudios primarios y secundarios en su pueblo natal. No cursó estudios superiores y se desempeñó laboralmente en el sector agrícola privado.
Su primera participación política se dio en las elecciones municipales de 1986 en las que fue elegido como alcalde del distrito de Pueblo Nuevo por el Partido Aprista Peruano. En las elecciones municipales de 1998 fue candidato aprista a regidor de la provincia de Chepén sin éxito. En las elecciones regionales del 2002 fue elegido como consejero regional de La Libertad por el Partido Aprista Peruano. Tentó la alcaldía provincial de Chepén en las elecciones municipales del 2010, 2014 y 2018 sin éxito en ninguna de ellas.